# Perseo (geómetra)
Perseo (c. 150 a. C.) fue un geómetra de la Antigua Grecia, que inventó el concepto de sección espírica (cortando una superficie tórica por un plano), en analogía a las secciones cónicas estudiadas por Apolonio.

## Vida
Pocos detalles se conocen sobre la vida de Perseo, ya que solo es mencionado por Proclo y por Gémino de Rodas; ninguno de sus trabajos propios ha sobrevivido.

## Secciones espíricas
Las secciones espíricas resultan de la intersección de un toro con un plano paralelo al eje de simetría rotacional del toro. Consiguientemente, las secciones espíricas son curvas planas de cuarto orden (cuárticas), mientras que las secciones secciones cónicas son curvas planas de segundo orden (cuadráticas). Las secciones espíricas son un caso especial de sección tórica, y fueron las primeras secciones tóricas descritas.

### Ejemplos
La más famosa sección espírica es el óvalo de Cassini, el lugar geométrico de puntos que tienen un producto constante de distancias a dos focos. Como comparación, una elipse tiene una suma constante de distancias focales, una hipérbola tiene una diferencia constante de las distancias focales y una circunferencia tiene una proporción constante de distancias focales.